# Jema
Koordinaten: 7° 54′ N, 1° 46′ W
Jema ist eine Stadt in der Bono East Region im westafrikanischen Staat Ghana. Jema ist die Hauptstadt des Distriktes Kintampo South seit dessen Gründung im Jahr 2004. Zuvor gehörte Jema zum inzwischen geteilten Kintampo District.
Im Jahr 2000 lebten in Jema 5377 Menschen, 2006 etwa 7686 Menschen. Damit ist Jema die einzige Ortschaft im Kintampo South District mit einer Bevölkerung über 5000 Einwohnern und städtischem Charakter.
In der Stadt steht ein Gesundheitszentrum zur Verfügung und neben den Kindergärten, Grundschulen und Junior Secondary Schools der Stadt wurde hier die einzige Senior Secondary School des gesamten Distrikts eröffnet, die ca. 545 Schüler unterrichtet.